# Манассе V (граф Ретеля)
Манассе V (Manassès V de Rethel) (ум. между 26 июня 1271 и 3 марта 1274) — граф Ретеля с 1263. Пятый сын Гуго II Ретельского и Фелисите де Бруа, дамы де Монфор и де Рамрю.
В 1236 году получил от брата Гуго, ставшего графом Ретеля после смерти отца, сеньорию Сольс-о-Буа. Сеньор дю Шателе (1237), дю Бур (1253) и де Мезьер (1257).
С 1263, после смерти Гоше, последнего из старших братьев, — граф Ретеля.
В 1270 г. за 7 тысяч ливров турнуа продал шателению Бофор (бывшее владение матери, а потом приданое своей дочери Фелисите) Бланке д’Артуа, жене Генриха III Шампанского. Позднее эта сеньория стала сначала графством, затем герцогством.
Жена (свадьба до 1233) — Изабелла, происхождение которой не выяснено. Дети:
- Гуго IV (ум. 1275/1277), граф Ретеля
- Гюё (ум. не позднее 1275)
- Фелисите (ум. после 1257), дама де Бофор, с 1252 жена Жана де Туротта
- Мария, дама де Машо, де Трико и де Бетенкур, жена Готье I, сеньора д’Энгьен.